# Плезантон (Айова)
Плезантон (англ. Pleasanton) — місто (англ. city) в США, в окрузі Декатур штату Айова. Населення — 32 особи (2020).

## Географія
Плезантон розташований за координатами 40°34′57″ пн. ш. 93°44′35″ зх. д. / 40.58250° пн. ш. 93.74306° зх. д. (40.582483, -93.743008).  За даними Бюро перепису населення США в 2010 році місто мало площу 0,90 км², уся площа — суходіл.

## Демографія
Згідно з переписом 2010 року, у місті мешкало 49 осіб у 18 домогосподарствах у складі 14 родин. Густота населення становила 54 особи/км².  Було 26 помешкань (29/км²).
Расовий склад населення:
| - 100,0 % — білих |

До двох чи більше рас належало 0,0 %. Частка іспаномовних становила 0,0 % від усіх жителів.
За віковим діапазоном населення розподілялося таким чином: 28,6 % — особи молодші 18 років, 51,0 % — особи у віці 18—64 років, 20,4 % — особи у віці 65 років та старші. Медіана віку мешканця становила 34,5 року. На 100 осіб жіночої статі у місті припадало 122,7 чоловіків;  на 100 жінок у віці від 18 років та старших — 118,8 чоловіків також старших 18 років.
Середній дохід на одне домашнє господарство  становив 43 743 долари США (медіана — 37 083), а середній дохід на одну сім'ю — 43 743 долари (медіана — 37 083). За межею бідності перебувало 16,7 % осіб, у тому числі 0,0 % дітей у віці до 18 років та 0,0 % осіб у віці 65 років та старших.
Цивільне працевлаштоване населення становило 10 осіб. Основні галузі зайнятості: фінанси, страхування та нерухомість — 20,0 %, мистецтво, розваги та відпочинок — 20,0 %, освіта, охорона здоров'я та соціальна допомога — 20,0 %.